# Gvido Rant
‎Gvido Rant, slovenski teolog, frančiškan in filozof, * 1880, † 1956.
Bil je provincial Slovenske frančiškanske province sv. Križa.